# Diócesis de Tepic
La diócesis de Tepic (en latín: Dioecesis Tepicensis) es una circunscripción eclesiástica de la Iglesia católica en México. Se trata de una diócesis latina, sufragánea de la arquidiócesis de Guadalajara. Desde el 26 de marzo de 2012 su obispo es Luis Artemio Flores Calzada.

## Territorio y organización

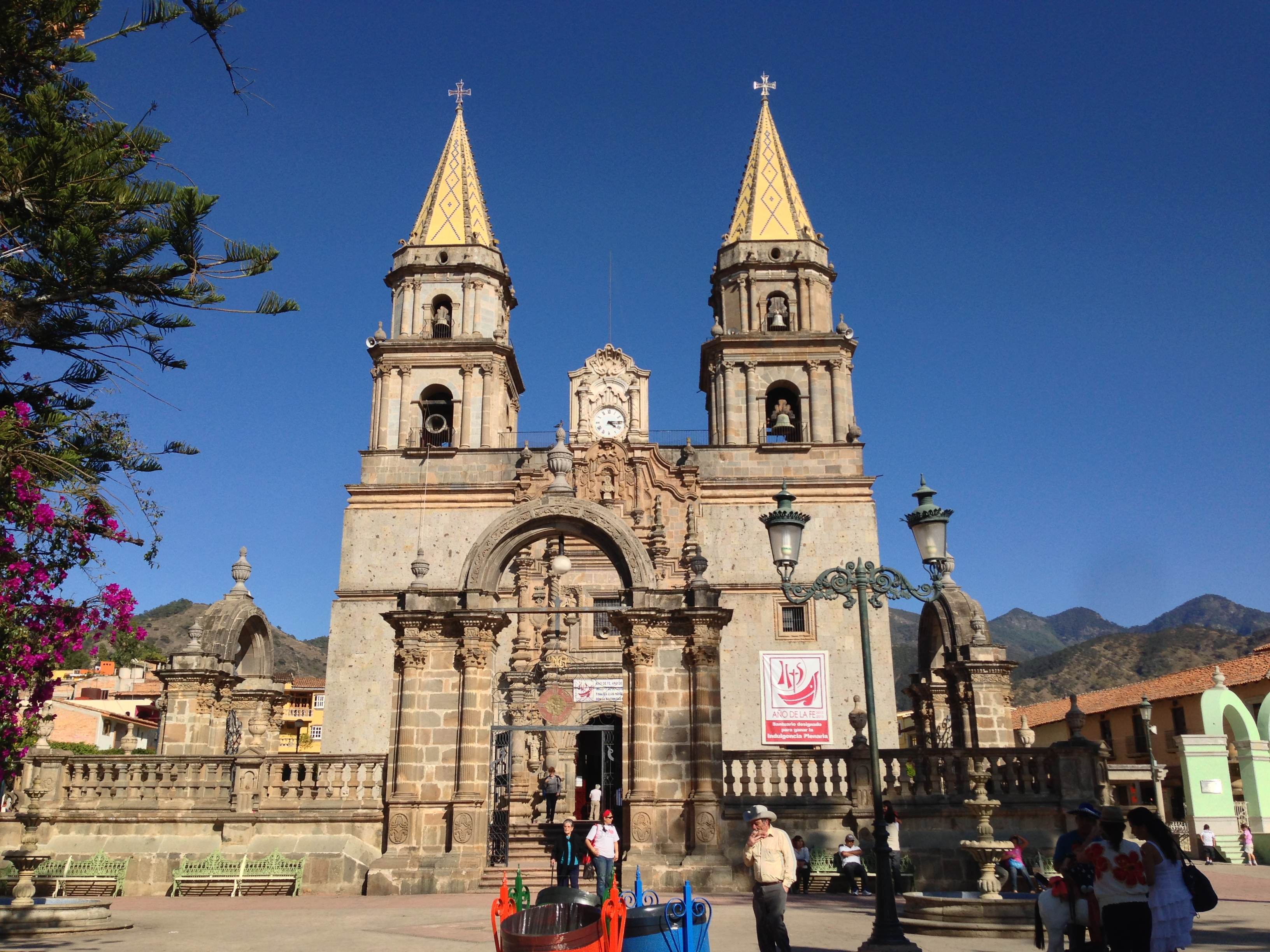
Basílica menor de Nuestra Señora del Rosario, en Talpa de Allende

La diócesis tiene 22 777 km² y extiende su jurisdicción sobre los fieles católicos de rito latino residentes en el estado de Nayarit en los municipios de: Acaponeta, Ahuacatlán, Compostela, Ixtlán del Río, Jala, Xalisco, Rosamorada, Ruíz, San Blas, San Pedro Lagunillas, Santa María del Oro, Santiago Ixcuintla, Tecuala, Tepic, Tuxpan y Bahía de Banderas. En el estado de Jalisco comprende los municipios de Puerto Vallarta, San Sebastián del Oeste, Mascota, Talpa de Allende, Atenguillo, Mixtlán y Guachinango.
La sede de la diócesis se encuentra en la ciudad de Tepic, en donde se halla la Catedral de la Purísima Concepción. En Talpa de Allende se encuentra la basílica menor de Nuestra Señora del Rosario, patrona de la diócesis.
En 2020 en la diócesis existían 97 parroquias agrupadas en 5 zonas pastorales y 17 decanatos.

## Historia
La diócesis fue erigida el 23 de junio de 1891 con la bula Illud in primis del papa León XIII, obteniendo el territorio de la arquidiócesis de Guadalajara.
El 13 de enero de 1962 cedió una porción de su territorio para la erección de la prelatura territorial de Jesús María, el Nayar mediante la bula Venerabilis Frater del papa Juan XXIII.

## Estadísticas
Según el Anuario Pontificio 2021 la diócesis tenía a fines de 2020 un total de 1 241 000 fieles bautizados.
| Año                                                                             | Población            | Población | Población      | Sacerdotes | Sacerdotes    | Sacerdotes    | Bautizados por sacerdote | Diáconos permanentes | Religiosos | Religiosos | Parroquias |
| Año                                                                             | Bautizados católicos | Total     | % de católicos | Total      | Clero secular | Clero regular | Bautizados por sacerdote | Diáconos permanentes | Varones    | Mujeres    | Parroquias |
| ------------------------------------------------------------------------------- | -------------------- | --------- | -------------- | ---------- | ------------- | ------------- | ------------------------ | -------------------- | ---------- | ---------- | ---------- |
| 1949                                                                            | 292 000              | 300 000   | 97.3           | 68         | 63            | 5             | 4294                     |                      | 5          | 53         | 20         |
| 1966                                                                            | 480 000              | 500 000   | 96.0           | 119        | 112           | 7             | 4033                     |                      | 14         | 172        | 20         |
| 1968                                                                            | 480 000              | 500 000   | 96.0           | 127        | 119           | 8             | 3779                     |                      | 18         | ?          | 20         |
| 1976                                                                            | 620 000              | 635 000   | 97.6           | 152        | 144           | 8             | 4078                     |                      | 16         | 153        | 53         |
| 1980                                                                            | 809 000              | 830 000   | 97.5           | 155        | 146           | 9             | 5219                     | 1                    | 16         | 143        | 55         |
| 1990                                                                            | 1 160 000            | 1 210 000 | 95.9           | 170        | 158           | 12            | 6823                     |                      | 19         | 252        | 106        |
| 1999                                                                            | 883 105              | 981 227   | 90.0           | 200        | 193           | 7             | 4415                     |                      | 15         | 273        | 65         |
| 2000                                                                            | 895 468              | 994 964   | 90.0           | 200        | 193           | 7             | 4477                     |                      | 15         | 273        | 66         |
| 2001                                                                            | 1 068 671            | 1 088 873 | 98.1           | 202        | 195           | 7             | 5290                     |                      | 15         | 275        | 66         |
| 2002                                                                            | 1 068 671            | 1 088 773 | 98.2           | 222        | 215           | 7             | 4813                     |                      | 7          | 271        | 65         |
| 2003                                                                            | 1 068 671            | 1 088 773 | 98.2           | 210        | 201           | 9             | 5088                     |                      | 9          | 279        | 65         |
| 2004                                                                            | 1 068 671            | 1 088 773 | 98.2           | 226        | 217           | 9             | 4728                     |                      | 9          | 266        | 65         |
| 2010                                                                            | 1 107 800            | 1 139 584 | 97.2           | 215        | 208           | 7             | 5152                     |                      | 11         | 204        | 78         |
| 2014                                                                            | 1 168 480            | 1 325 985 | 88.1           | 214        | 207           | 7             | 5460                     |                      | 11         | 194        | 92         |
| 2017                                                                            | 1 205 000            | 1 366 000 | 88.2           | 246        | 235           | 11            | 4898                     |                      | 16         | 194        | 96         |
| 2020                                                                            | 1 241 000            | 1 532 000 | 81.0           | 238        | 231           | 7             | 5214                     | 7                    | 7          | 252        | 97         |
| Fuente: Catholic-Hierarchy, que a su vez toma los datos del Anuario Pontificio. |                      |           |                |            |               |               |                          |                      |            |            |            |

## Episcopologio
| Número | Nombre                         | Inicio                       | Término                                           |
| ------ | ------------------------------ | ---------------------------- | ------------------------------------------------- |
| I      | Ignacio Díaz y Macedo          | 19 de enero de 1893          | 14 de junio de 1905 falleció                      |
| II     | Andrés Segura y Domínguez      | 6 de agosto de 1906          | 13 de agosto de 1918 falleció                     |
| III    | Manuel Azpeitia Palomar        | 1 de agosto de 1919          | 28 de febrero de 1935 falleció                    |
| IV     | Anastasio Hurtado y Robles     | 21 de diciembre de 1935      | 13 de julio de 1970 retirado                      |
| V      | Adolfo Antonio Suárez Rivera   | 14 de mayo de 1971           | 8 de mayo de 1980 nombrado obispo de Tlalnepantla |
| VI     | Alfonso Humberto Robles Cota   | 12 de enero de 1981          | 21 de febrero de 2008 retirado                    |
| VII    | Ricardo Watty Urquidi, M.Sp.S. | 21 de febrero de 2008        | 1 de noviembre de 2011 falleció                   |
| VIII   | Luis Artemio Flores Calzada    | Desde el 30 de marzo de 2012 |                                                   |